# Japán Dalszövegírók Szövetsége
A Japán Dalszövegírók Szövetsége (rövidítve JLA) egy a japán dalszövegírókat képviselő egyesület, amelyet 1965 júliusában alapítottak. Elnöke 2014 óta Kitadzsó Makoto. 1968 óta, évente rendezik meg a Nihon Szakusi Taisó zenei díjátadót.

## Vezetői
- Szató Hacsiró (1967–1975)
- Fudzsiura Kó (1975–1984)
- Nisizava Szajaka (1984–1988)
- Isimoto Mijuki (1988–1996)
- Hosino Tecuró (1996–2008)
- Jukava Reiko (2008–2012)
- Szatomura Rjúicsi (2012–2013)
- Kitadzsó Makoto (2014–napjainkig)

1965 és 1967 között Fudzsima Tecuró volt a szervezet képviselője.